# 吉娜維芙·漢內柳斯
吉娜維芙·漢內柳斯（英文：Genevieve Hannelius，1998年12月22日—），美國女演員，歌手。

## 外部連結
- 官方网站
- G. Hannelius在互联网电影资料库（IMDb）上的資料（英文）